# 489

489(사백팔십구)는 488보다 크고 490보다 작은 자연수다.

## 수학
- 합성수로, 그 약수는 1, 3, 163, 489다. 진약수의 합은 167이므로, 489는 부족수다.
  - 151번째 반소수다. 앞의 반소수는 485, 다음 반소수는 493이다.
- 9번째 팔면체수다. 앞의 팔면체수는 344, 다음은 670이다.
- {\displaystyle 58^{3}-1}은 489로 나누어떨어진다.

## 과학
- NGC 489(영어판): 물고기자리 방향에 있는 나선 은하.

## 교통
- 일본 489번 국도(일본어판): 야마구치현 슈난시에서 야마구치시까지 이어지는 일본의 국도.
- 현도 제489호선

## 군사
- U-489(영어판): 제2차 세계 대전에 사용된 나치 독일의 군용 잠수함.

## 문화유산
- 대한민국의 보물 제489호: 합천 영암사지 귀부
- 대한민국의 사적 제489호: 춘천 신매리 유적

## 기타
- 연도: 489년, 기원전 489년